# モクバン

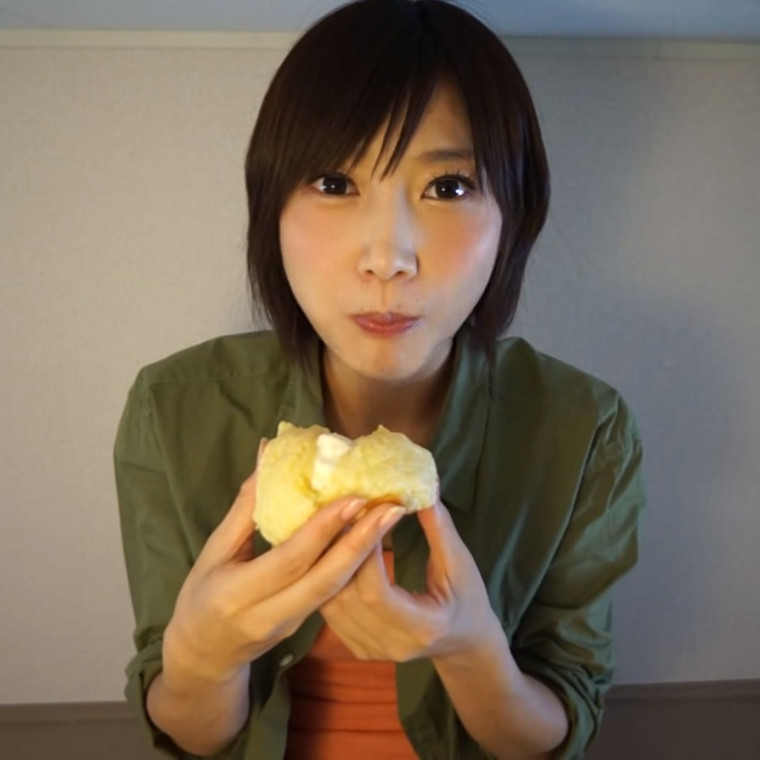
日本のモクバン系YouTuberである木下ゆうか

モクバン（朝鮮語: 먹방、朝鮮語: [mʌk̚.p͈aŋ] ( 音声ファイル)、英語: mukbang, meokbang、モッパン、ムクバン、マクバンとも）は、ホストが視聴者と交流しながら、大量の食べ物を食べるライブ形式のオンライン放送を指す。
通常、インターネットストリーム（アフリカTV、NaverTV、およびカカオTVなどのプラットフォーム）を介して行われ、2010年ごろから韓国で広がった。リアルタイムおよびインタラクティブの魅力に基づいて、この「飲み食いショー」は影響力を拡大しており、ユーザー間のアクティブな交流のための仮想コミュニティおよびプラットホームとしての役割を果たしている。

## 語源
モクバン (meokbang) という単語は、「食べる」（モンヌン、먹는、meongneun）と「放送」（パンソン、방송、bangsong）を合わせた造語で、文字通り「食べる放送」である。

## 歴史
2009年、モクバンは韓国の動画共有サービスアフリカTVから始まった。モクパンは、アメリカのエンターテインメントデュオ “The Fine Brothers”がそれに対する欧米の反応を示すビデオを作成したのち、より世界的な関心を集めるようになった。

## 歴史的背景
伝統的に韓国社会では、食事行動は単なる生命維持にとどまらず、生活や文化と密接に関係しており、健康維持と厳格なマナーにもとづく食文化を形成してきた。
しかし最近では、伝統的なアイデンティティーや主流の食文化から逸脱する「インターネット食文化（Mukbang）」の出現が注目を集めている。リアルタイムインターネットテレビは、最初に導入されたアフリカTV以来、地上波放送と同様にトレンドとなっており、そこで放映される食事ショーは、食材製作者や料理人の魅力に焦点を合わせている。各放送でホストはオンラインチャットルームを介して、視聴者と対話する。また、製作費が地上波の娯楽番組よりも低く抑えられるため、ショー番組はネット放送会社にとって、効果的な番組となっている。
ショーの人気の高まりとともに、主催者はオンラインでの恩恵を受けるための有効な方法を導入した。寄付を受け入れ、広告ネットワークと提携することで、ホストは「モクバン」を通じて収益を生み出すことが可能になった。モクバンのストリーム放送の人気は韓国外でも広がっており、オンラインストリーマーは他の国々でその国独自のモクパンストリーム放送をおこなっている。 Twitchのようなプラットフォームでも、ソーシャルイーティングのような、新しいカテゴリを導入し、注目を集めた。一方で犬に適さない食事を与えるような事を行い、それを動物虐待だと指摘されることもある。

## 事件・事故
2024年7月14日、中国で過激なモッパンで人気の潘晓婷(パン・シャオティン、24歳)がモッパン中に死亡。彼女は、胃出血して入院し、退院翌日から毎日10時間以上休みなく食事をすることにこだわり毎食10kg以上の食べ物を食べていた。